# Georg Høeberg
Georg Valdemar Høeberg, född 27 december 1872, död 3 december 1950, var en dansk dirigent och tonsättare. Han var bror till Ernst och Albert Høeberg samt dotterson till H.C. Lumbye.
Høeberg fick sin utbildning i Köpenhamn och Berlin, var medlem av Det Kongelige Kapel och lärare i violinspel vid konservatoriet 1900-14. Åren 1914-30 var han kapellmästare vid Det Kongelige Teater, och dirigerade dessutom i Dansk Koncertforening och vid kapellets konserter. Høeberg komponerade kammarmusik, en symfoni, sånger, operan Et Bryllup i Katakomberne (1909) och baletten Paris Dom (1912). Han dirigerade i det övriga Skandinavien bland annat vid de nordiska musikfesterna. Han blev ledamot av Kungliga Musikaliska Akademien 1928.